# Mas del Trilla
El Mas del Trilla és una masia de Cervera (Segarra) protegida com a Bé Cultural d'Interès Local.

## Descripció
Edifici de planta quadrangular estructurat en planta baixa, pis i golfes, amb coberta a doble vessant i aparell constructiu arrebossat. Les obertures són de llinda plana i simètriques les de la planta baixa i el primer pis. Consta de dues petites edificacions agrícoles pel bestiar i tot plegat forma un conjunt encerclat per un mur tanca de pedra.